# Tornow (Calau)

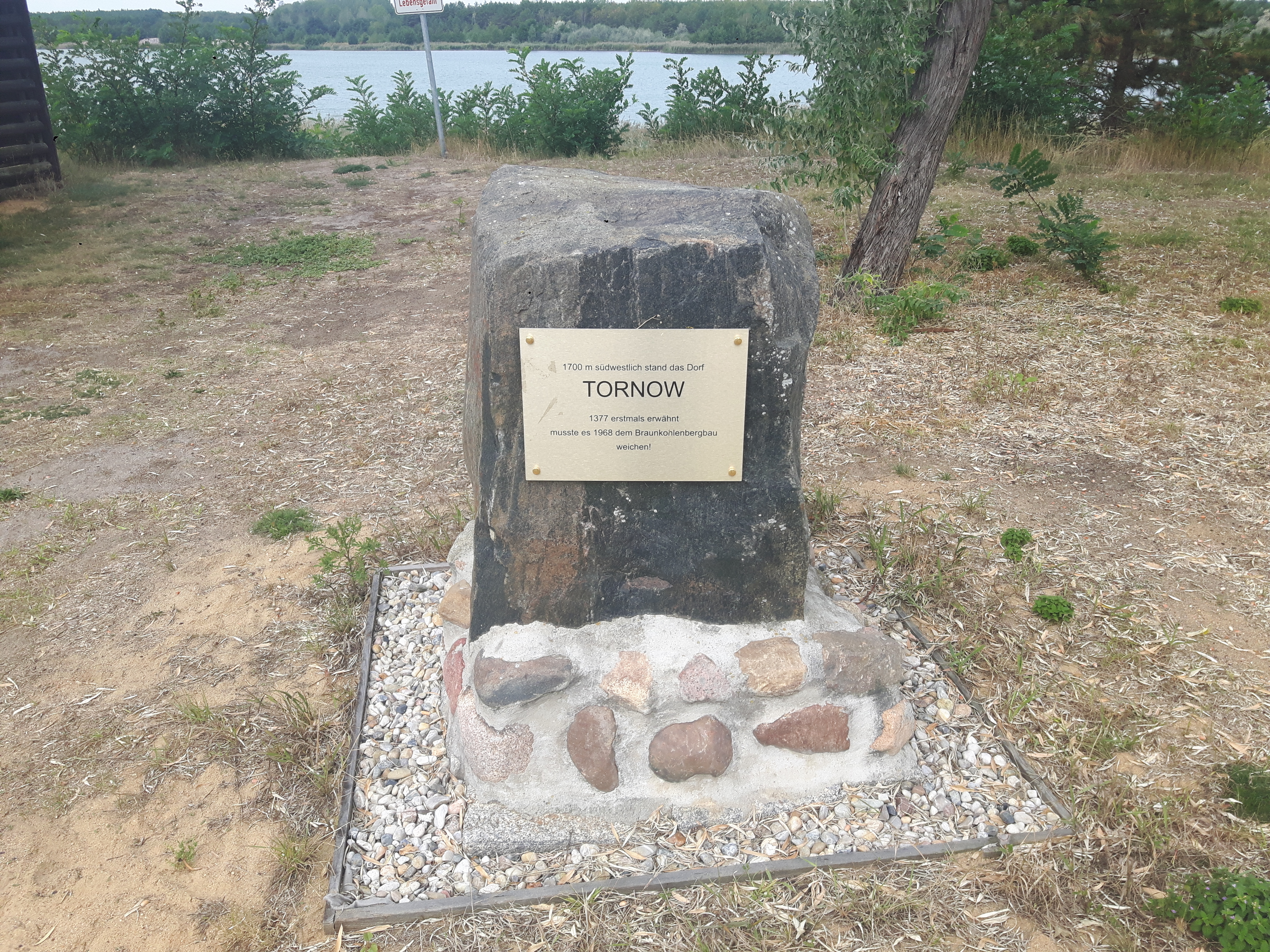
Gedenkstein für den Ort in Lichtenau

Tornow auf dem Messtischblatt Lübbenau aus dem Jahr 1903

Tornow, niedersorbisch Tornow, war ein Dorf im heutigen Stadtgebiet von Calau im Landkreis Oberspreewald-Lausitz in Brandenburg. Der Ort wurde 1968 zugunsten des Braunkohletagebaus Schlabendorf-Nord vollständig devastiert, 364 Einwohner wurden umgesiedelt. Tornow gehörte zuletzt zur Gemeinde Kittlitz.

## Lage
Tornow lag in der Niederlausitz, etwa neun Kilometer südlich der Stadt Lübbenau zwischen Hindenberg im Norden, Lichtenau im Osten, Zinnitz im Süden und Schlabendorf am See im Westen. Die ehemaligen Gemarkung Tornows liegt heute teilweise im Lichtenauer See und in der nach dem Ort benannten Tornower Niederung in der Bergbaufolgelandschaft Schlabendorf-Seese.

## Geschichte
Tornow wurde im 14. Jahrhundert erstmals urkundlich erwähnt. Für das genaue Jahr gibt es abweichende Quellen. Entweder erfolgte die Ersterwähnung in den Meißner Bistumsartikeln aus dem Jahr 1346 oder gemäß abweichenden Quellen im Jahr 1377. Der Ortsname stammt aus der sorbischen Sprache und bedeutet „Ort, wo Dornensträucher stehen“.
Nach den Vereinbarungen des Wiener Kongress und der daraus resultierenden Änderung der Grenzverläufe kam die Niederlausitz und somit auch Tornow an das Königreich Preußen. Dort lag der Ort im Landkreis Senftenberg im Regierungsbezirk Frankfurt. Am 1. Januar 1926 wurde das benachbarte Lichtenau nach Tornow eingemeindet. Am 25. Juli 1952 wurde die Gemeinde Tornow dem damals neu gebildeten Kreis Calau zugeordnet. Am 25. Januar 1968 wurde Tornow nach Kittlitz eingemeindet. Zu diesem Zeitpunkt hatten bereits die meisten Bewohner den Ort verlassen.
Noch im selben Jahr wurde Tornow zugunsten der Braunkohlegewinnung in der Lausitz devastiert. 364 Einwohner mussten umgesiedelt werden, 106 Familien zogen in die Neustadt von Lübbenau, die verbliebenen 22 Familien siedelten in andere Dörfer über. Im April 1968 verließ die letzte Einwohnerin den Ort.
Ende der 1990er-Jahre wurde auf dem Gebiet der ehemaligen Dorflage ein Gedenkstein für den Ort aufgestellt. Der Bereich, auf dem sich dieser Stein befindet, ist heute aus Sicherheitsgründen gesperrt, im September 2014 wurde am Ufer des Lichtenauer Sees in Lichtenau ein neuer Gedenkstein aufgestellt. An derselben Stelle befand sich zeitweise auch das ehemalige Ortsschild Tornows. Nach einer weiteren Gebietsänderung gehört das ehemalige Gemeindegebiet Tornows heute zum Ortsteil Zinnitz der Stadt Calau.

## Bevölkerungsentwicklung
| 1875 | 316 | 1925 | 312 | 1946 | 517 |
| 1890 | 286 | 1933 | 349 | 1950 | 485 |
| 1910 | 322 | 1939 | 340 | 1964 | 387 |

## Nachweise
1. 1 2  Reinhard E. Fischer: Die Ortsnamen der Länder Brandenburg und Berlin: Alter – Herkunft – Bedeutung. be.bra Wissenschaft, 2005, S. 169.
2. ↑  Tabelle der verschwundenen Orte bis 1993. In: umsiedler-schleife.de. Archiviert vom Original (nicht mehr online verfügbar) am 3. April 2017; abgerufen am 28. September 2017.  Info: Der Archivlink wurde automatisch eingesetzt und noch nicht geprüft. Bitte prüfe Original- und Archivlink gemäß Anleitung und entferne dann diesen Hinweis.
3. ↑  Tornow im Geschichtlichen Ortsverzeichnis. Abgerufen am 28. September 2017.
4. ↑  Tornow wurde der Braunkohle geopfert. In: lr-online.de. Lausitzer Rundschau, 25. September 2014, abgerufen am 28. September 2017.
5. ↑  Tornow im Archiv verschwundener Orte. In: archiv-verschwundene-orte.de. Abgerufen am 28. September 2017.
6. ↑  Gabriela Müller: Sieben mal sieben gleich 50 Jahre Lübbenau-Neustadt. Stadt Lübbenau (Hrsg.), Lübbenau 2009, S. 78.
7. ↑  Ernestine Barth verließ als letzte Einwohnerin Tornow. In: lr-online.de. Lausitzer Rundschau, 11. September 2008, abgerufen am 28. September 2017.
8. ↑  Gedenkstein für Tornow. In: archiv-verschwundene-orte.de. Abgerufen am 28. September 2017.
9. ↑  Historisches Gemeindeverzeichnis des Landes Brandenburg 1875 bis 2005. (PDF; 331 kB) Landkreis Oberspreewald-Lausitz. Landesbetrieb für Datenverarbeitung und Statistik Land Brandenburg, Dezember 2006, abgerufen am 28. September 2017.

Koordinaten: 51° 49′ 1,9″ N, 13° 52′ 0,8″ O